# 구영희
구영희는 대한민국의 방송인이자 프리랜서이다.

## 경력
- 1987년 KBS 14기 공채 아나운서

## 방송 프로그램
- EBS FM 주말의 문화 (2017년)
- EBS FM 토요 인문학 콘서트 (2015년)
- 국악방송 라디오 책이 좋은 밤 풍경 (2014년)
- 국악방송 라디오 창호에 드린 햇살 (2014년)
- KBS 연예가 중계 MC (1990년 1월 7일 ~ 1991년 11월 17일)
- KBS 안전운전 365일 MC
- KBS 무엇이든 물어보세요 MC (1996년 10월 14일 ~ 1997년 2월 10일)